# Gynoxys columbiana
Gynoxys columbiana là một loài thực vật có hoa trong họ Cúc. Loài này được (Klatt) Hieron. mô tả khoa học đầu tiên năm 1901.